# Théâtre romain de Naples
Le théâtre romain de Naples (« teatro romano di Neapolis » ou « teatro dell'Anticaglia » en italien) est un édifice de spectacles antique, situé dans l'ancienne cité de Neapolis, au cœur de la ville moderne de Naples.
Le théâtre romain, d'époque augustéenne, est construit à l'emplacement d'un premier édifice d'époque grecque dont aucune trace ne subsiste. Le monument romain a laissé d'importants vestiges de sa cavea, dans les sous-sols des maisons modernes ainsi qu'à l'air libre, dans une cour intérieure.

## Localisation
Dans la ville moderne de Naples, le théâtre est limité par la Strada dell'Anticaglia au nord, la Via San Paolo à l'ouest, le Vico Giganti à l'est et l'ancien couvent San Paolo au sud. Les bâtiments prenant appui sur les structures de la cavea dessinent encore sensiblement son tracé, disposition visible sur une vue aérienne ou un plan. Il se situe au nord de la basilique San Paolo Maggiore.
Le théâtre occupe la partie nord du forum de la ville antique de Neapolis, en compagnie d'un odéon situé immédiatement à l'ouest mais totalement détruit. La Strada dell'Anticaglia et le Vico Giganti modernes ont respectivement pris la place d'un decumanus et d'un cardo.

## Histoire
Un premier bâtiment, peut-être déjà dédié à des spectacles, semble construit à l'époque hellénistique, au IVe siècle av. J.-C. mais seul Plutarque y fait allusion. Un théâtre romain le remplace, édifié au Ier siècle av. J.-C. Le monument est restauré sous les Flaviens, sans doute à la suite de séismes, puis au IIe siècle apr. J.-C. ; la totalité des vestiges conservés datent de ces campagnes de réparation.
La chute de l'Empire romain marque, d'une manière générale, la fin des théâtres et des amphithéâtres antiques. Dans le cas de Naples, l'abandon est également consécutif à  une inondation du site, survenue au Ve ou au VIe siècle. Une nécropole y est aménagée au VIIe siècle puis le site est transformé en dépotoir et enfin, entre le XVe et le XVIIe siècle, les ruines sont noyées dans les constructions du quartier, les espaces intérieurs aménagées en caves, entrepôts, magasins, fours ou écuries. L'accès difficile à ces espaces les a sans doute préservés des dégradations.
Des reproductions ou des descriptions partielles, dont certaines sont perdues, existent aux XVIIe et XVIIIe siècles.
Le percement d'un égout en 1859 suivi d'une première fouille à la fin du XIXe siècle dans un jardin intérieur aménagé au-dessus du théâtre permettent d'identifier la nature des vestiges découverts, alors que jusque là seuls deux arcs au-dessus d'une rue au nord et un mur bordant une ruelle au sud étaient visibles. Le projet de mise au jour des vestiges, élaboré à l'époque mussolinienne, n'est pas appliqué et il faut attendre 1997 puis les années 2003-2007 pour qu'une partie de la cavea soit dégagée dans le jardin où avaient eu lieu les premières fouilles.

## Description
La cavea du monument romain, orientée au sud, affecte la forme d'un demi-cercle d'un diamètre de 102 m. Gherardo Rega, à la fin du XIXe siècle, évalue sa capacité à 11 000 spectateurs. L'orchestra mesure entre 17,70 m (60 pieds romains) et 20,65 m (70 pieds romains) de large. Dans sa hauteur, la cavea est divisée en deux séries de gradins, l'une supérieure et l'autre inférieure, par un couloir semi-circulaire large de 4 m. Radialement, elle est divisée en huit secteurs ou cunei.
Le théâtre est circonscrit, sur son pourtour courbe, par un couloir large de 3 m. La paroi extérieure de ce couloir, qui donne sur l'espace public, est certainement décorée mais il n'est plus possible de le savoir. C'est sur la paroi intérieure de ce couloir que se greffent les murs rayonnants qui soutiennent les gradins de la cavea ; ces derniers reposent en effet sur une série de voûtes rampantes, deux fois plus nombreuses dans la partie supérieure que dans la partie inférieure.
Le mur de scène en briques, restitué sur une hauteur de 20 m, est pourvu de trois niches, la niche centrale étant plus large que les latérales ; il possède trois étages de colonnes. La Via Cinquesanti, qui traverse la monument, décrit un coude à l'endroit où elle traverse le mur de scène. Côté est, à base de la cavea et à l'angle de la scène, une ouverture permet d'accéder aux gradins inférieurs.
Les maçonneries sont réalisées en moellons de tuf volcanique disposés en opus reticulatum mais elles incluent aussi des terres cuites architecturales en chaînage aux angles des murs.
La partie de la cavea visible à l'air libre au XXIe siècle correspond aux gradins les plus proches de la scène, dans la partie nord-ouest du monument. L'assise des gradins, dans cette zone, est composée de blocs de marbre.
Les deux arcades qui enjambent la Via dell'Anticaglia semblent être des structures qui renforcent extérieurement le mur périmétral de la cavea.

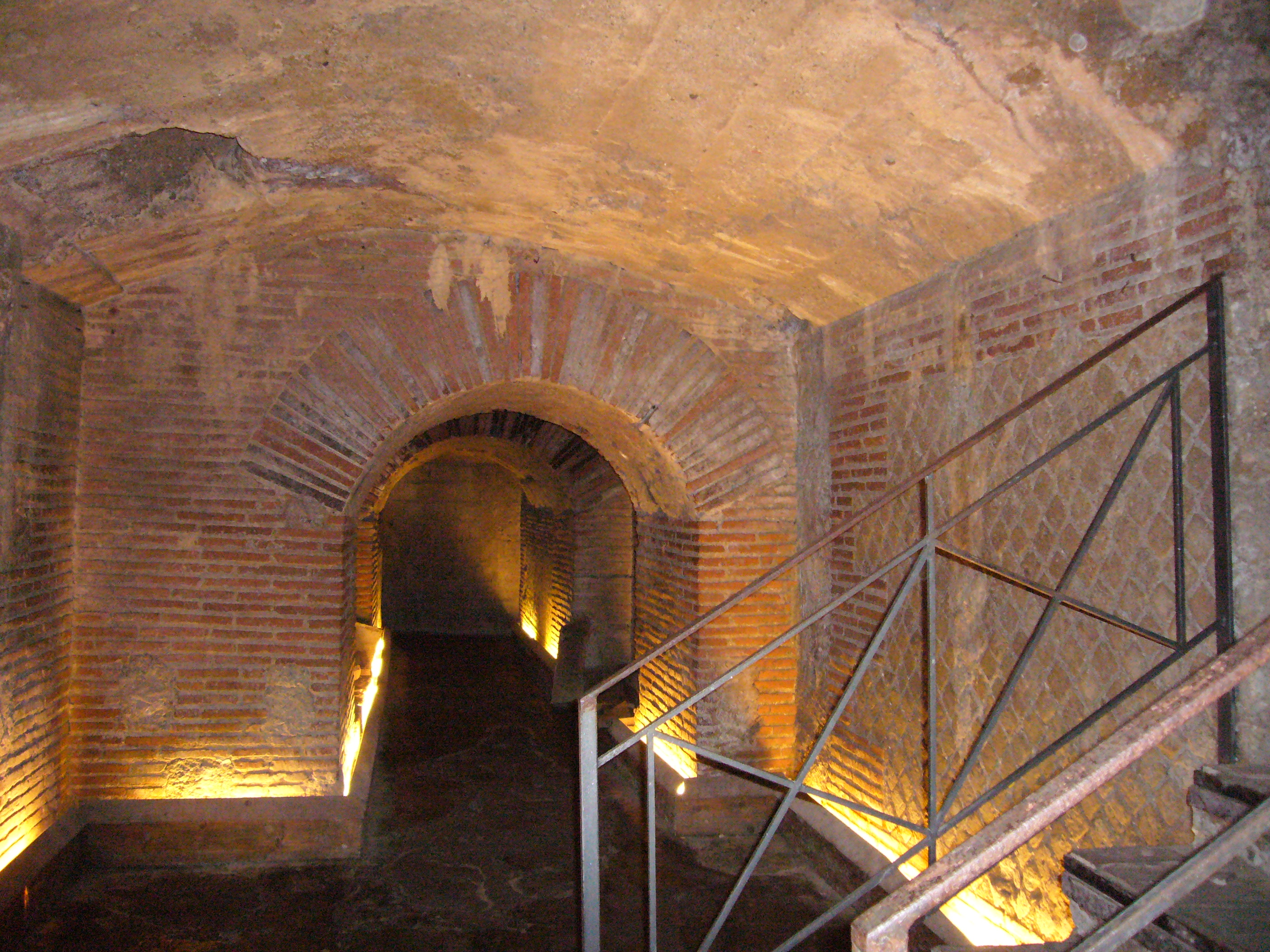
Vestiges d'une galerie.
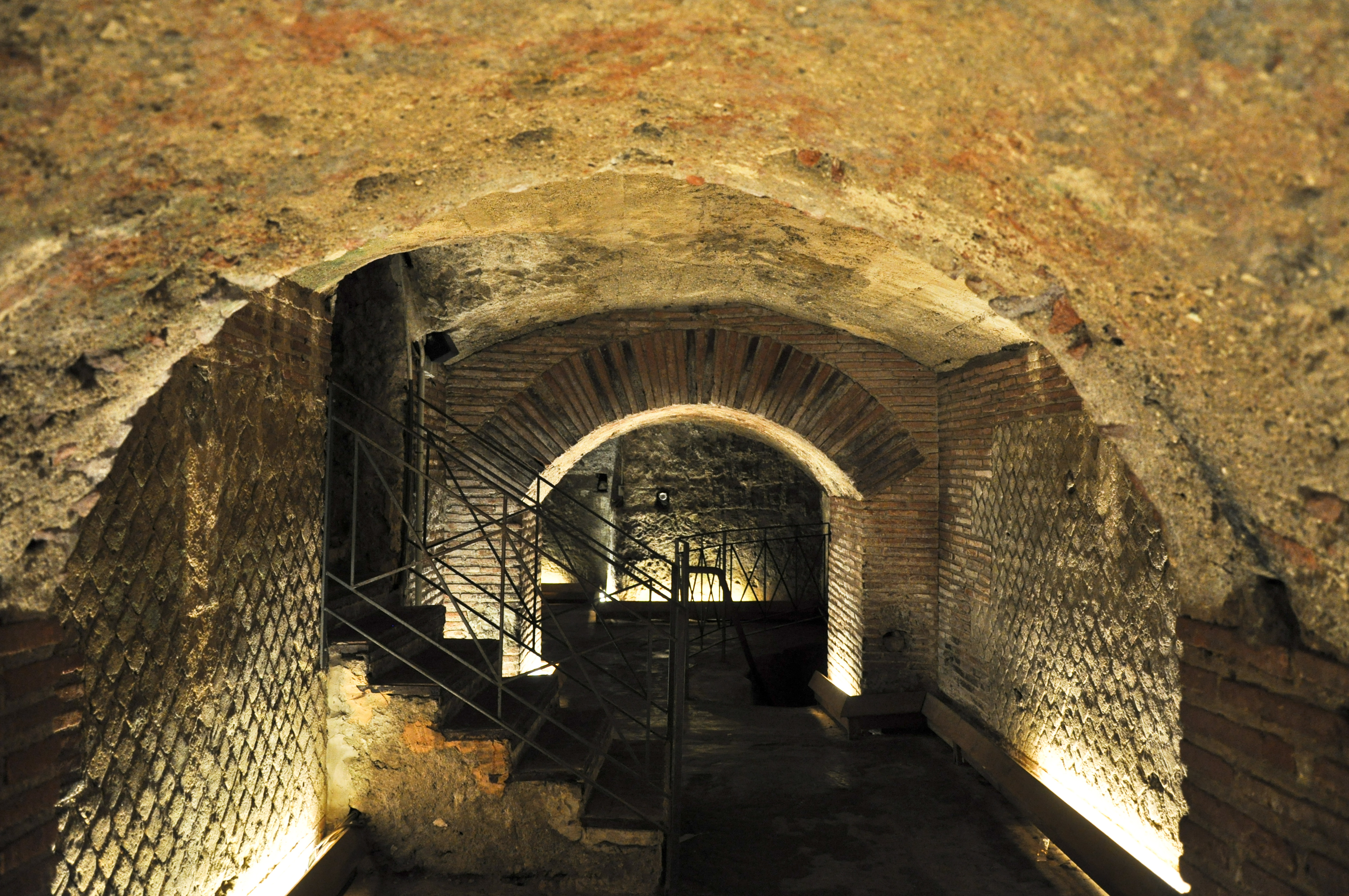
Vestiges du proscenium.
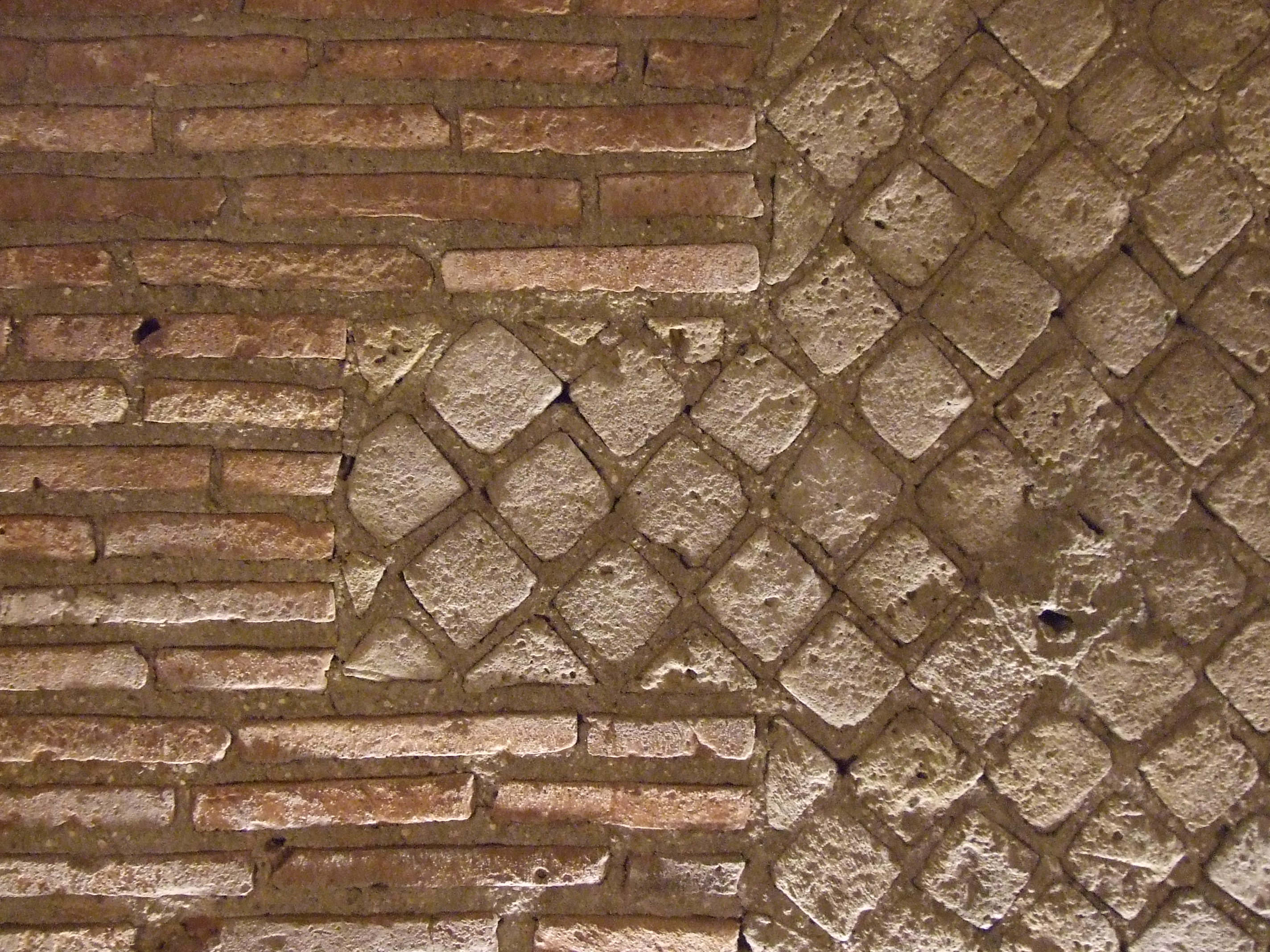
Mur en opus reticulatum et briques.
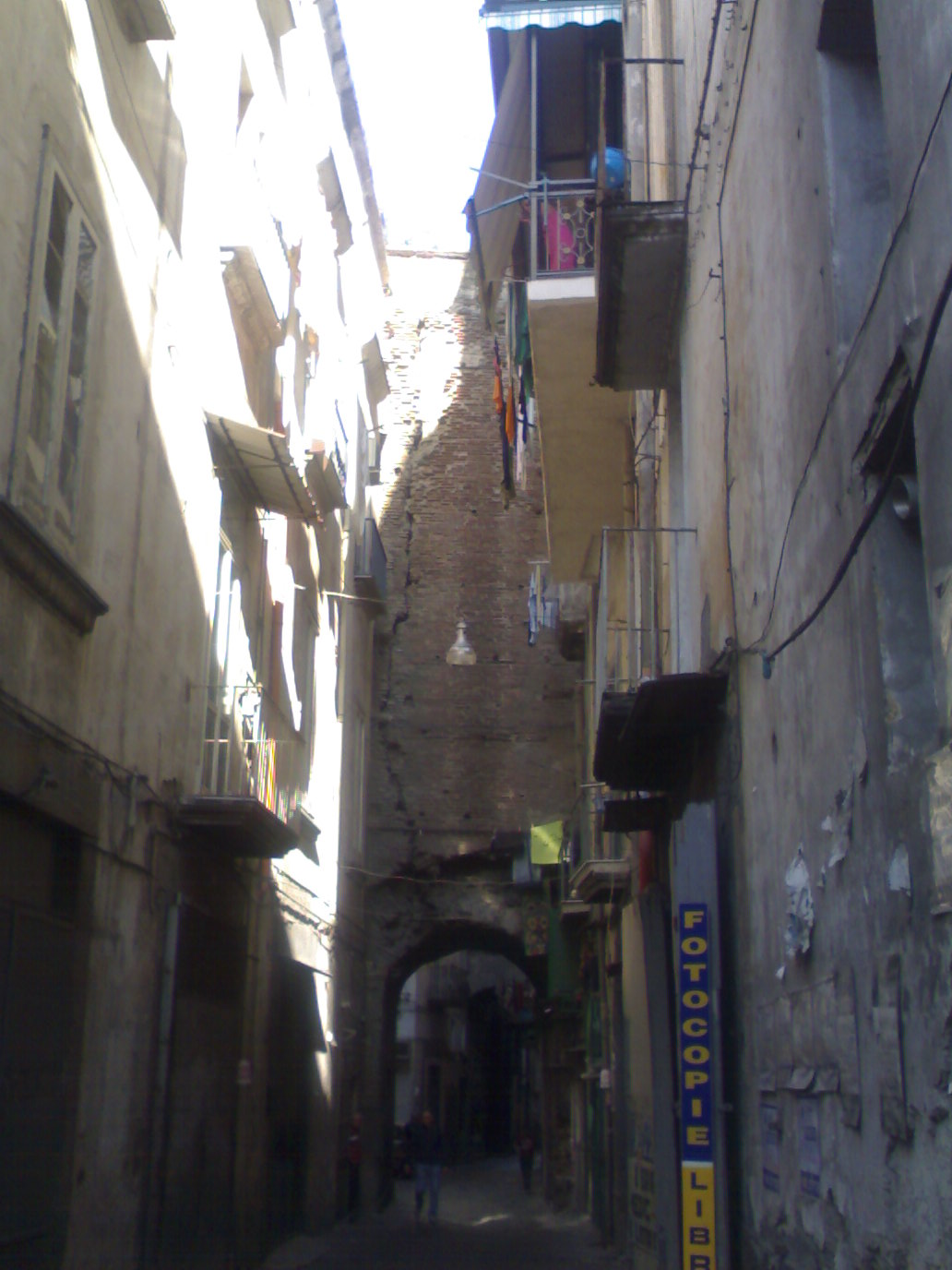
Arche au-dessus de la Via dell'Anticaglia.